# Judd (motor)
Motorje Judd proizvaja britansko podjetje Engine Developments Ltd., ki sta ga leta 1971 ustanovila John Judd in Jack Brabham ter ima sedež v angleškem mestu Rugby. Med sezonama 1988 in 1999 je motorje Judd uporabljalo več moštev Formule 1.

## Moštva Formule 1 z motorji Judd
- Ligier : 1988
- Williams : 1988
- March : 1988, 1989, 1990
- Lotus : 1989, 1991
- EuroBrun : 1990
- Life : 1990
- Brabham : 1989, 1990, oznaka -Yamaha 1991, 1992
- Scuderia Italia : 1991
- Brabham : 1991
- Jordan Grand Prix : oznaka Yamaha 1992
- Andrea Moda : 1992
- Tyrrell Racing : 1993, 1994,1995, oznaka Yamaha 1996
- Arrows : oznaka Yamaha  1997 ,oznaka Arrows 1998, oznaka Arrows 1999